# Deiphobe brunneri
Deiphobe brunneri es una especie de mantis de la familia Mantidae.

## Distribución geográfica
Se encuentra en la India y Nepal.